# 中塩原温泉
中塩原温泉（なかしおばらおんせん）は、栃木県那須塩原市（旧国下野国）にある塩原温泉郷塩原十一湯の一つの温泉。

## 泉質
- 単純温泉
  - 源泉温度 : 42 - 51℃
  - 源泉数 : 12ヶ所

### 効能
- きりきず・やけど・慢性皮膚病・虚弱児童・慢性婦人病

※注 : 効能はその効果を万人に保証するものではない　

## 温泉街
門前温泉、古町温泉、中塩原温泉と温泉街が途切れなく続く。国道400号と日塩もみじラインとの分岐点近辺に位置する。
天然記念物の逆杉（さかさすぎ）がそびえる八幡宮（塩原八幡宮）、平安時代末期の源平合戦（治承・寿永の乱）の末、鎌倉幕府によって追われる身となった源義経の娘婿、源有綱が身を隠したと言われる源三窟（げんざんくつ）という洞窟などがあり、上塩原温泉にかけて塩原渓谷のなかでは珍しく平地がある開けた場所である。源平合戦にまつわる伝承のある源三窟や八幡宮など歴史をしのばせる観光名所がある。
周辺に那須塩原市立塩原小中学校、木の葉化石園、箱の森プレイパークがあり、箱の森プレイパーク内に日帰り温泉「遊友センター」が併設されている。

## アクセス
- 鉄道
  - 宇都宮線西那須野駅よりJRバスで約40分、終点の「塩原温泉バスターミナル」で下車し、バスターミナルよりゆ～バスの上三依塩原温泉口駅行で約5分の「木の葉化石園入口」下車。
  - 野岩鉄道上三依塩原温泉口駅から、ゆ～バスで約17分「木の葉化石園入口」下車。
- 車の場合は、東北自動車道西那須野塩原ICより国道400号へ約23分。